# Evenings at Home
Evenings at Home, or The Juvenile Budget Opened (1792-1796) es una colección en seis volúmenes de historias escritas por John Aikin y su hermana Anna Laetitia Barbauld. La escritora de niños infantiles de la era Victoriana Mary Louisa Molesworth lo describió como uno de los libros que cada niño tuvo durante su infancia y lo leyó con entusiasmo. En su introducción, los autores explican el título: 

.... Ya que algunos de ellos (la familia Fairborne) tenían el hábito de escribir, frecuentemente producirían una fábula, una historia, un diálogo, adaptado a la edad y a la comprensión de los jóvenes. Siempre fue considerado como un gran favor cuando se dedicaban a escribir; y cuando los libros ya habían sido leídos, eran depositados cuidadosamente por la Sra. Fairborne en una caja, de la cual sólo ella conservaba la llave. Ninguno de esos libros podía volver a leerse hasta que los niños estuviesen de vacaciobnes. Entonces, una noche, la familia decidía volver a abrir la caja. Uno de los niños menores era enviado a la caja, quien, introduciendo su pequeña mano dentro de la misma, elegía el texto que sería leído, y lo llevaría a la reunión. Luego era leído por uno de los niños mayores; y luego de que se le había otorgado la suficiente consideración, otro pequeño mensajero era enviado para conseguir uno nuevo; y así sucesivamente, hasta que pasaba el tiempo que los padres consideraban apropiado. Otros niños iban siendo admitidos para estas lecturas; y como estas reuniones se volvieron famosas en el barrio, sus propietarios debieron abrirlas al público..."